# Benjamin Angoua
Benjamin Angoua (Anyama, 28 de novembro de 1986) é um futebolista marfinense que atua como zagueiro. Atualmente defende o Guingamp.

## Carreira
Angoua representou a Seleção Marfinense de Futebol, nas Olimpíadas de 2008. 
Ele integrou o elenco da Seleção Marfinense de Futebol, na Copa do Mundo de 2010.

## Títulos
Costa do Marfim
- Campeonato Africano das Nações: 2012 - 2º Lugar